# Bayron Piedra
Pour les articles homonymes, voir Piedra.
Bayron Efrén Piedra Ávilés (né le 9 août 1982 à Cuenca) est un athlète équatorien spécialiste des courses de fond.

## Carrière
Il se révèle lors des Championnats d'Amérique du Sud 2006 de Cali en remportant la médaille d'argent du 5 000 mètres et la médaille de bronze du 1 500 mètres. Il s'illustre lors de l'édition suivante, à São Paulo en 2007, en s'imposant sur 1 500 m dans le temps de 3 min 42 s 53. Spécialiste des longues distances, il remporte sur ses terres le Marathon de Guayaquil en 2007 et 2008. En 2007, Bayron Piedra se classe troisième des Jeux panaméricains de Rio de Janeiro et établit en 3 min 37 s 88 un nouveau record d'Équateur du 1 500 m. Il participe aux Jeux olympiques de 2004 et 2008, ainsi qu'aux Championnats du monde 2007 et 2009 mais ne parvient pas à se qualifier pour la finale. 
En 2009, Bayron Piedra s'adjuge deux nouvelles médailles d'or lors des Championnats d'Amérique du Sud de Lima, au Pérou, s'imposant sur 1 500 m et 5 000 m. Sélectionné en 2010 dans l'équipe des Amériques lors de la première Coupe continentale, à Split, il termine troisième du 3 000 mètres derrière l'Américain Bernard Lagat et l'Ougandais Moses Kipsiro.
Il remporte deux médailles d'argent, sur 1 500 m et sur 5 000 m, lors des Jeux panaméricains 2011 de Guadalajara.
Il redevient champion sud-américain du 5 000 m devant Víctor Aravena lors des Championnats d'Amérique du Sud d'athlétisme 2013. Lors de l'édition suivante de 2015 à Lima, il remporte le titre sur 10 000 m et la médaille de bronze sur 5 000 m, derrière Víctor Aravena et Federico Bruno.

## Palmarès
| Date | Compétition                    | Lieu           | Résultat | Épreuve  |
| ---- | ------------------------------ | -------------- | -------- | -------- |
| 2005 | Championnats d'Amérique du Sud | Cali           | 2e       | 1 500 m  |
| 2006 | Championnats d'Amérique du Sud | Tunja          | 3e       | 1 500 m  |
| 2006 | Championnats d'Amérique du Sud | Tunja          | 2e       | 5 000 m  |
| 2007 | Championnats d'Amérique du Sud | São Paulo      | 1er      | 1 500 m  |
| 2007 | Jeux panaméricains             | Rio de Janeiro | 3e       | 1 500 m  |
| 2008 | Championnats ibéro-américains  | Iquique        | 2e       | 1 500m   |
| 2008 | Championnats ibéro-américains  | Iquique        | 1er      | 3 000 m  |
| 2009 | Championnats d'Amérique du Sud | Lima           | 1er      | 1 500 m  |
| 2009 | Championnats d'Amérique du Sud | Lima           | 1er      | 5 000 m  |
| 2009 | Universiade                    | Belgrade       | 2e       | 5 000 m  |
| 2010 | Coupe continentale             | Split          | 3e       | 3 000 m  |
| 2011 | Jeux panaméricains             | Guadalajara    | 2e       | 1 500 m  |
| 2011 | Jeux panaméricains             | Guadalajara    | 2e       | 5 000 m  |
| 2013 | Championnats d'Amérique du Sud | Cali           | 1er      | 5 000 m  |
| 2014 | Jeux sud-américains            | Santiago       | 1er      | 5 000 m  |
| 2014 | Championnats ibéro-américains  | São Paulo      | 2e       | 3 000 m  |
| 2014 | Championnats ibéro-américains  | São Paulo      | 1er      | 5 000 m  |
| 2015 | Championnats d'Amérique du Sud | Lima           | 3e       | 5 000 m  |
| 2015 | Championnats d'Amérique du Sud | Lima           | 1er      | 10 000 m |
| 2016 | Jeux olympiques                | Rio de Janeiro | 18e      | Marathon |
| 2017 | Championnats du monde          | Londres        | 21e      | 10 000 m |
| 2019 | Championnats d'Amérique du Sud | Lima           | 1er      | 10 000 m |

## Records
| Épreuve  | Temps               | Lieu           | Date            |
| -------- | ------------------- | -------------- | --------------- |
| 800 m    | 1 min 46 s 55 (NR)  | Belém          | 25 mai 2008     |
| 1 500 m  | 3 min 37 s 88 (NR)  | Rio de Janeiro | 25 juillet 2007 |
| 3 000 m  | 7 min 47 s 06 (NR)  | Belém          | 19 mai 2010     |
| 5 000 m  | 13 min 23 s 72 (NR) | Ninove         | 22 juillet 2012 |
| 10 000 m | 27 min 32 s 59 (NR) | Palo Alto      | 1er mai 2011    |